# (27810) Daveturner
(27810) Daveturner (1993 OC2) – planetoida z grupy pasa głównego asteroid okrążająca Słońce w ciągu 2,69 lat w średniej odległości 1,93 j.a. Odkryta 23 lipca 1993 roku.